# Egira anatolica
Egira anatolica là một loài bướm đêm trong họ Noctuidae.